# (26138) 1993 TK25
A (26138) 1993 TK25 a Naprendszer kisbolygóövében található aszteroida. Eric Walter Elst fedezte fel 1993. október 9-én.